# Aberdeen-anguský skot
Aberdeen-anguský skot (AA) je masné plemeno skotu typické bezrohostí a plášťovým zbarvením, zvířata jsou jednolitě černá nebo červenohnědá. Je to jedno z nejchovanějších masných plemen na světě. V hojném počtu je toto plemeno zastoupeno též v Česku, první telata se zde narodila v roce 1992 a v roce 2003 byl Aberdeen-anguský skot druhým v Česku nejčastěji chovaným masným plemenem.

## Původ a vývoj plemene
Zemí původu plemene je severovýchodní Skotsko. Již na začátku 18. století se v krajích Aberdeenshire a Forfarshire podařilo vyšlechtit masný užitkový typ skotu, který v první polovině 19. století chovatel Hugh Watson přikřížením plemene Shorthorn sjednotil a položil tak základ tohoto plemene. Ve čtyřicátých letech 19. století byla založena v Anglii první plemenná kniha a v roce 1860 se uskutečnil import prvních zvířat do Kanady a později do Spojených států. Rozvoj chovu Anguse na severoamerickém kontinentě přinesl tomuto plemeni zvětšení tělesného rámce a sníženou produkci loje. Postupně se chov Aberdeen-anguského skotu kromě Evropy a Severní Ameriky rozšířil i do Jižní Ameriky, Austrálie, na Nový Zéland a do Afriky. Do Česka byly první kusy importovány v roce 1991, převážně z Kanady.

## Popis
Plemeno je geneticky bezrohé, nejčastěji plášťově černé. Možná je též plášťově červená barva, která se vyskytuje u homozygotních jedinců s red faktorem. Dospělé krávy měří v kříži okolo 135 cm při hmotnosti 650–700 kg, býci dosahují výšky 145–155 cm a hmotnosti 1100–1300 kg. Tělesná stavba je kompaktní a harmonická, konstituce pevná, zvířata jsou dobře osvalená. Trup je hluboký a válcovitý, prsní kost zřetelně vystupuje mezi hrudními končetinami. Tělo má při pohledu zboku tvar obdélníku, končetiny jsou krátké, hlava malá. Aberdeen-anguský skot má mírnou, přátelskou povahu.
Aberdeen-anguský skot vyniká nenáročností, odolností, přizpůsobivostí a dobrou schopností využívat pastvy. Průměrné denní přírůstky ve výkrmu dosahují u býků v testaci 1400 g. Jatečná výtěžnost dosahuje 61 %, přičemž díky jemné kostře je podíl kostí v jatečně opracovaném trupu pouze 14–16 %. Maso z plemene Angus je jemně vláknité a křehké, vysoce mramorované, šťavnaté a má typickou chuť. Tuk má typickou žlutou barvu.
Plemeno je velmi rané, matky se poprvé telí ve dvou letech, vynikají schopností snadných porodů a silným mateřským instinktem. Telata jsou se svou matkou svázána silným poutem, vynikají pevným zdravím a rychlým růstem. Na konci pastvy mají běžně hmotnost 300 kg. Býci plemene Angus jsou velmi vhodní pro křížení s ostatními plemeny skotu. Přenášejí do nových generací výbornou pastevní schopnost, odolnost a konstituční pevnost. Ve výkrmu dosahují výborných denních přírůstků a porážkové hmotnosti dosahují ve 14–15 měsících věku.

## Fotogalerie

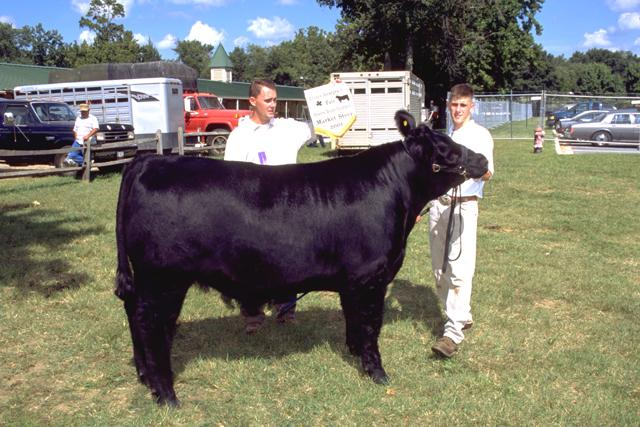
Býk plemene Aberdeen-Angus
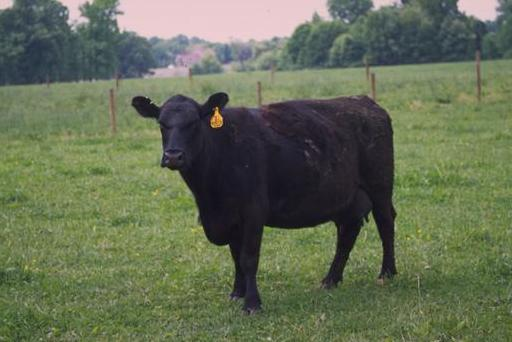
Kráva plemene Aberdeen-Angus
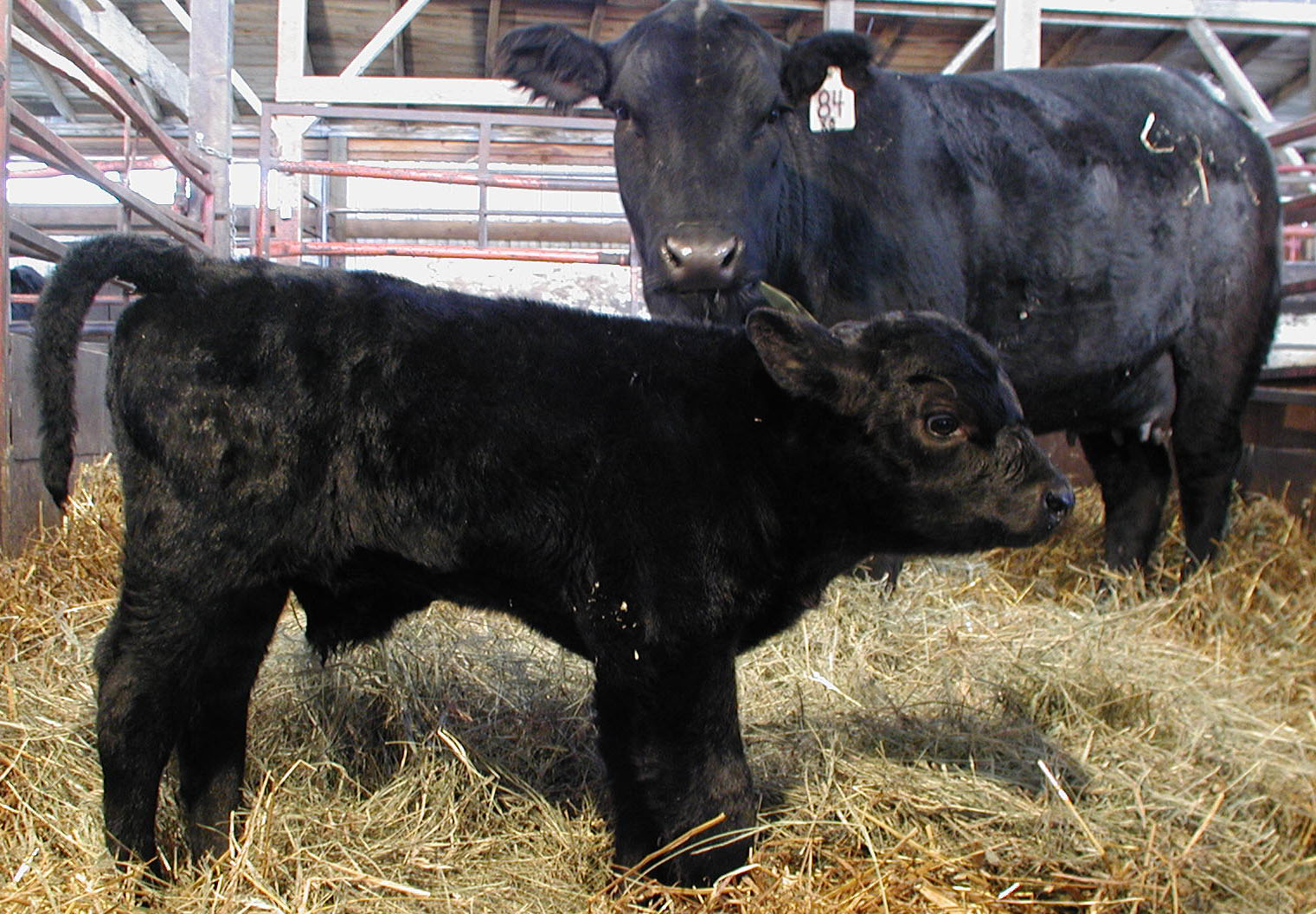
Kráva s teletem
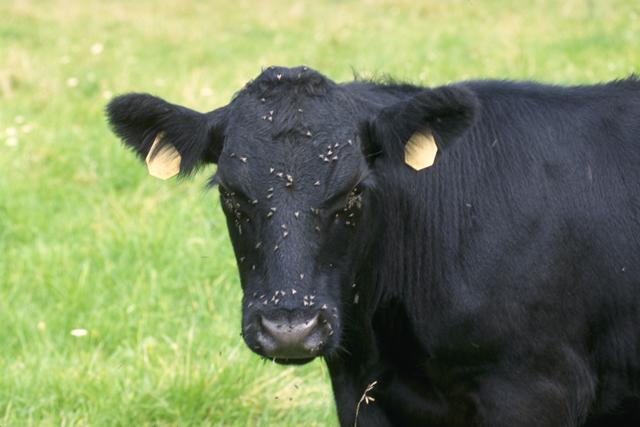
Detail hlavy
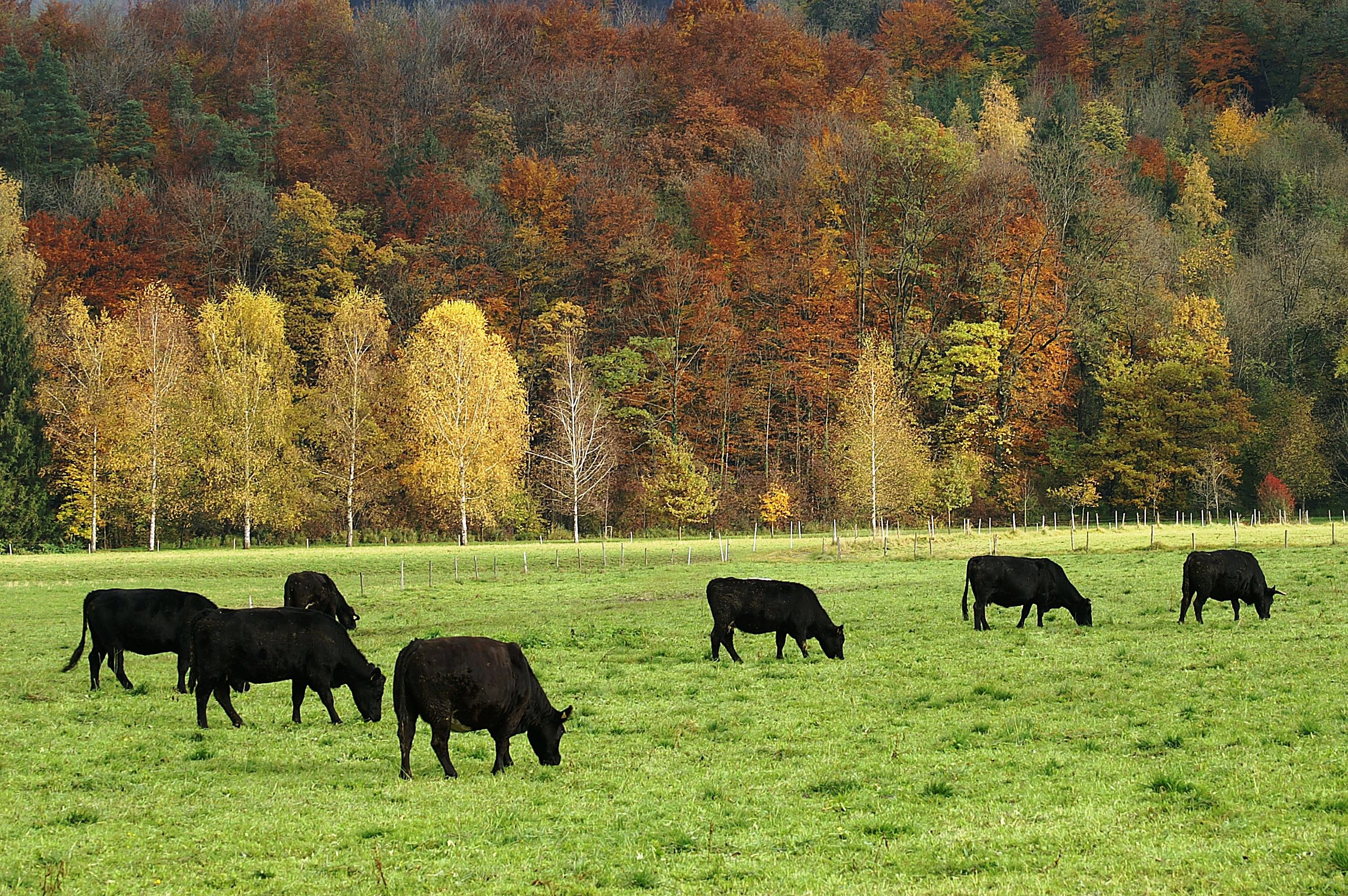
Pasoucí se stádo Aberdeen-anguského skot